# Richard-Gontran Lallemant
Pour les articles homonymes, voir Lallemant.
Richard-Gontran Conteray dit Lallemant, né le 18 décembre 1725 à Rouen où il est mort le 3 avril 1807, est un imprimeur-libraire français établi à Rouen.

## Biographie
Il provient d’une famille d’origine allemande dont le nom véritable est « Conteray » et qui, peu de temps après l’invention de l’imprimerie, fonde à Rouen le premier établissement typographique. Richard Lallemant suit l’exemple de ses ancêtres, qui s’étaient transmis cet établissement demeuré toujours florissant de père en fils, depuis trois siècles. Il est fils de Nicolas Lallemant, qui se démet en sa faveur et à qui il succède par arrêt du Conseil du 17 juin 1754.
Il est reçu le 20 avril 1754 imprimeur du roi en succession de Jacques-Philémon Le Menu de Boisjouvin. Il est également imprimeur du Collège. Jusqu'en 1763 au moins, il travaille avec son père Nicolas (1683-1764). Il laisse la réputation d'un imprimeur habile et érudit, et est élu par ses pairs juge au tribunal consulaire.
Il est aussi échevin de Rouen en 1761 et 1773, puis maire de sa ville natale de 1782 à 1785. Il est anobli (écuyer) par Louis XV par lettres du 19 novembre 1775, et reçoit pour sa famille le privilège héréditaire de l'imprimerie à Rouen. Son nom est donné à une rue de Rouen.
C'est son fils Richard, chevalier d'honneur au bureau des finances, qui reçoit sa charge en survivance en mai 1789. Celui-ci émigre en 1791 (avec séquestre puis partage successoral de ses biens). Le fonds de Richard-Gontran est racheté en 1803 par le libraire parisien Jacques-Auguste Delalain.

### Parenté
Il est le frère de Nicolas Conteray Lallemant et de Xavier-Félix Lallemant.

## Œuvres
Ce typographe rouennais avait un frère, Xavier-Félix (1729-1810), vicaire général d'Avranches, qui, avec leur père, l’aida dans ses travaux d’imprimeur-libraire. Il a publié, avec leur coopération éditoriale, plusieurs ouvrages classiques ou érudits, comme :
- Bibliothèque historique et critique des théreuticographes, publiée à la suite de l' École de la chasse aux chiens courans de J.-J. Le Verrier de La Conterie (Rouen, 1763) ;
- Le Petit Apparat royal ou nouveau Dictionnaire universel, français et latin, par le P. Le Brun, 1760, in-4° ;
- Dictionnaire universel françois-latin (Rouen, 1760, et nombreuses rééd.)
- Œuvres d’Ovide, latin et français, par Fontanelle, avec des notes, 2 vol. in-12 ;
- Virgile latin, par le P. Jouvency, avec des notes, in-12 ;
- La Coutume de Normandie, commentée par Henry Basnage, nouvelle édition, 1778. 2 vol. in-folio.

Le catalogue en ligne de la BNF signale 23 éditions sorties de ses presses entre 1757 et 1788, sous son nom ou sous les raisons sociales « Imprimerie privilégiée » et « Typographia privilegio distincta », qu'il utilise entre 1769 et 1785.

## Sources
- Théodore-Éloi Lebreton, Biographie rouennaise. Rouen : Le Brument, 1865. (voir p. 200).
- Biographie universelle ou Dictionnaire historique, par une société de gens de lettres. Paris : Furne, 1833. (voir p. 1618).
- Ferdinand Hoefer, Nouvelle biographie générale. Paris : Firmin-Didot, 1858, t. XXII. (voir p. 13).